# 西工区
西工区（せいこう-く）は中華人民共和国河南省洛陽市に位置する市轄区。

## 行政区画
- 街道:王城路街道、金谷園路街道、西工街道、邙嶺路街道、唐宮路街道、漢屯路街道、凱旋東路街道、洛北街道、紅山街道

## 交通

### 鉄道
- 中国国家鉄路集団
  - 隴海線
    - 洛陽駅
- 洛陽軌道交通
  - 1号線
  - 2号線

### 道路
- - G310国道（中国語版）